# Premosello-Chiovenda
Premosello-Chiovenda är en ort och kommun i provinsen Verbano Cusio Ossola i regionen Piemonte i Italien. Kommunen hade 1 941 invånare (2018).